# Demigod (zespół muzyczny)
Demigod – fińska grupa muzyczna grająca death metal, która powstała w 1990 roku w Loimaa, a zakończyła działalność w listopadzie 2008 roku.

## Historia
Opracowano na podstawie materiału źródłowego.
Demigod powstał w sierpniu 1990 roku w Loimaa. Pierwsze demo zatytułowane Unholy Domain zostało nagrane przez zespół w składzie: Esa Lindén (gitara, śpiew), Seppo Taatila (perkusja), Tero Laitinen (gitara basowa) w grudniu 1990 roku, a w roku 1992 wydała je wytwórnia Seraphic Decay (split z zespołem Necropsy).
Wiosną 1992 roku zespół podpisał kontrakt z hiszpańską wytwórnią Drowned Productions (późniejsze Repulse Records). W tym samym roku ukazał się pierwszy album studyjny grupy Slumber of Sullen Eyes, nagrany w studiu Tico-Tico w Kemi (Finlandia). Demigod funkcjonował wówczas w czteroosobowym składzie, gdyż do zespołu został przyjęty gitarzysta Jussi Kiiski.
W latach 1993–1994 Demigod nagrał jedynie dwa dema, a w 1994 roku zawiesił działalność, którą wznowił dopiero na początku 1998 roku.
W 2001 roku zespół podpisał kontrakt z wytwórnią Spikefarm Records, a drugi album zatytułowany Shadow Mechanics ukazał się w lipcu 2002 roku. W jego nagraniu udział wzięli: Jussi Kiiski (gitara), Tero Laitinen (gitara), Tuomas Ala-Nissilä (śpiew), Ali Leinio (śpiew), Mika Haapasalo (śpiew), Seppo Taatila (perkusja), Sami Vesanto (gitara basowa). W lipcu 2002 roku do zespołu dołączył nowy perkusista – Tuomo Latvala. Zastąpił on Seppo Taatilę, który zdecydował się opuścić Demigod w maju 2002 roku.
Trzeci album – Let Chaos Prevail – ukazał się w maju 2007 roku. W Skandynawii został wydany przez OpenGame Productions, zaś w pozostałych krajach przez XtreemMusic. W nagraniu albumu udział wzięli: 
Jussi Kiiski (gitara), Tero Laitinen (gitara), Tuomas Ala-Nissilä (śpiew), Tuomo Latvala (perkusja), Sami Vesanto (gitara basowa).
We wrześniu 2007 roku z Demigod odszedł Tero Laitinen, a na jego miejsce został przyjęty nowy gitarzysta – Tuomas Karppinen (Torture Killer).
W listopadzie 2008 roku zespół zakończył działalność.

## Muzycy
Opracowano na podstawie materiału źródłowego.

### Ostatni znany skład zespołu
- Tuomas Ala-Nissilä – śpiew
- Jussi Kiiski – gitara
- Tuomas Karppinen – gitara
- Sami Vesanto – gitara basowa
- Tuomo Latvala – perkusja

### Byli członkowie zespołu
- Esa Lindén – śpiew, gitara
- Jarkko Rantanen – śpiew, perkusja
- Ali Leiniö – śpiew
- Erik Parviainen – gitara
- Tero Laitinen – gitara
- Mika Haapasalo – instrumenty klawiszowe
- Seppo Taatila – perkusja

## Dyskografia

### Albumy studyjne
- Slumber of Sullen Eyes (1992)
- Shadow Mechanics (2002)
- Let Chaos Prevail (2007)

### Splity
- Demigod/Necropsy (1992)

### Dema
- Unholy Domain Demo -90 (1990)
- Promo -92 (1992)
- Promo -93 (1993)
- Promo -94 (1994)
- Promo -97 (1997)
- Promo -99 (1999)